# Joxean Muñoz Otaegi
Joxean Muñoz Otaegi (Sant Sebastià, Guipúscoa, 3 d'agost de 1957), és guionista, expositor, cineasta i escriptor basc. Actualment és viceconseller de Cultura i Esports del Govern Basc.

## Biografia
El 1979 es va llicenciar en Història de l'Art Contemporani a la Universitat Autònoma de Barcelona, també va realitzar un Màster en Guió per a Cinema (UAM-Fundación Viridiana, 1991). El guió ha estat el focus principal de la seva activitat professional: a la televisió, en documentals, programes o sèries, després en cinema, còmic i finalment en exposicions. A més del guió, també ha treballat en la direcció de cinema, i el 2000 va obtenir un premi Goya a la millor pel·lícula d'animació per Karramarro Uhartea amb Txabi Basterretxea, i també el curtmetratge Tortolika eta Tronbon. Aquest últim va ser elegit al programa Kimuak el 1999.
Des de la realització de cine, va passar a dissenyar exposicions, a dirigir-les i a guiar-les, juntament amb la seva parella Txabi Basterretxea. Les més populars són Badu Bada (sobre l'euskera), Atari (una exposició organitzada per celebrar el segle XXI a Donostia), Komikiak 100 (que va ser una celebració popular del centenari del còmic) i exposicions monogràfiques sobre diversos artistes gràfics, com Antton Olariaga, Ivan Zulueta, Joxe Mari Zabala, Jon Zabalo “Txiki”, i altres.
Va exercir de conseller delegat del Centre Internacional de Cultura Contemporània Tabakalera entre el 2006 i el 2010. Durant el seu mandat es va mantenir el nom i l'edifici, la competència per a la renovació arquitectònica de Tabakalera i diverses grans exposicions: Art Llatinoamericà Contemporani (Ez da Neutrala, col·lecció Daros), Julian Schnabela (Summer) i Jose Antonio Sistiaga Mosso (Ere erera baleibu izik subua aruaren…).
Va escriure poesia: Parentesiak eta abar (1984), Begien bizkar (1992); i també ha escrit literatura per a nens. A més, ha escrit articles i columnes en art, cinema, cultura i també en dibuix i disseny gràfic.
Va ser nomenat viceconseller de Cultura, Joventut i Esport al Govern basc durant el primer mandat del president Iñigo Urkullu. Fou renovat en el càrrec el 2017.
Per destacar la presència de la literatura basca, va ser convidat a la Fira Internacional del Llibre de Guadalajara (Mèxic) (26 de novembre al 3 de desembre de 2017).

## Obres

### Literatura infantil
- Akeita gol (2001)
- Dimitri eta sorgina (2001)
- Balearekin kantuan (2001)
- Dimitri eta itsas txakurrak (2001)
- Urrezko zuhaitza (2002)
- Perla zuria (2002)
- Urrezko zuhaitza (2002),

### Poesia
- Parentesiak (etabar) (1984)
- Begien bizkar (1992)

### Cinema
- La isla del cangrejo (2000)
- Tortolika eta Tronbon (2000)